# غملول كويجيغيزي
الغملول الكويجيغيزي نوع نباتي يتبع جنس الغملول من الفصيلة الرصاصية.

## الموئل والانتشار
موطنه جنوب غرب تركيا.